# Agroforestry

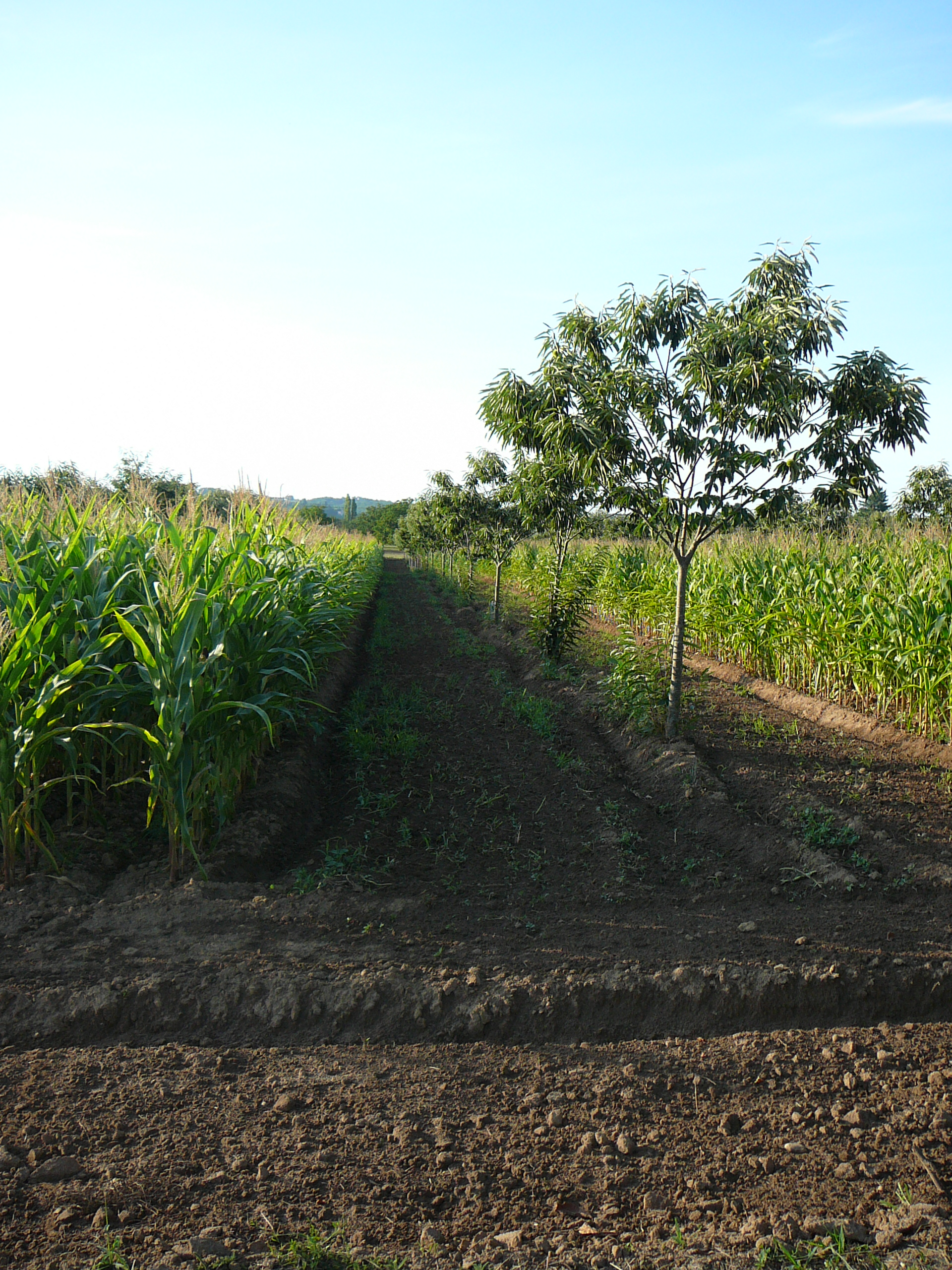
Verbouwing van maïs tussen kastanje

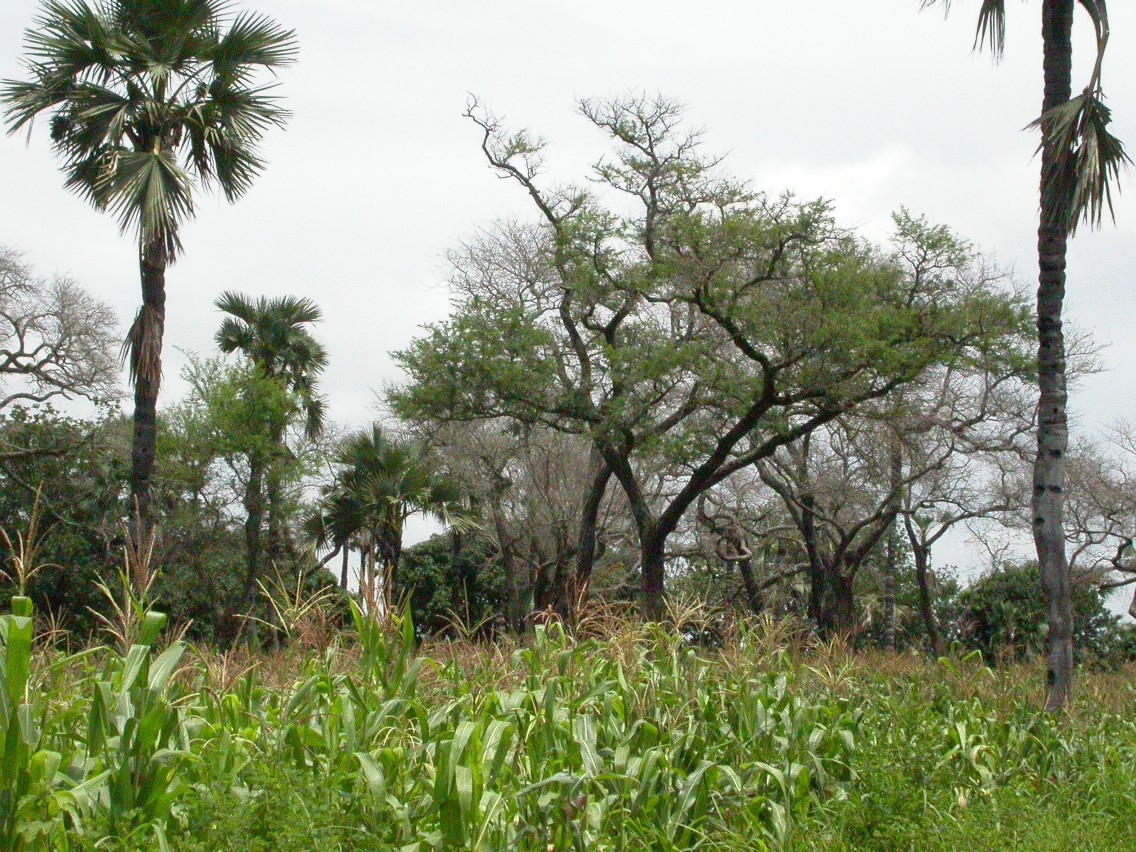
Verbouw van mais tussen palmen en andere bomen in de omgeving van Banfora in Burkina Faso.

Agroforestry of boslandbouw betreft landgebruiksystemen waarbij het planten en/of actief beheren van bomen wordt gecombineerd met landbouw of veeteelt. De oorspronkelijk Engelse term dateert uit de zeventiger jaren van de 20e eeuw en is vooral van toepassing in de tropen, maar ook in Europa worden bomen en bos in productiesystemen geïntegreerd.

## Definitie
Er bestaan verschillende definities van agroforestry. Een van de bekendste werd ontwikkeld door de International Council for Research in Agroforestry, ICRAF (Lundgren, 1987):
“Agroforestry is een verzamelnaam voor alle landgebruiksystemen en -praktijken waarbij houtige meerjarige planten bewust worden gebruikt op hetzelfde land waar landbouwgewassen worden geteeld of veehouderij plaatsvindt. Dit kan óf gelijktijdig óf na elkaar op hetzelfde land plaatsvinden. Het begrip agroforestry houdt ook in dat er ecologische en/of economische wisselwerking plaatsvindt tussen de houtige en niet-houtige onderdelen van het landgebruiksysteem”.
Een meer recente omschrijving luidt (ICRAF, 2008):
“Agroforestry is een dynamisch en ecologisch verantwoord systeem van beheer van natuurlijke hulpbronnen. Door de integratie van bomen in de bedrijfsvoering van boerenbedrijven en in landbouwgebieden draagt het bij aan de verbetering van economische, milieu- en sociale baten door uitbreiding en verduurzaming van de productie”.
Agroforestry kan worden onderverdeeld in:
- agro-sylvicultuur (Eng. agro-sylviculture), de combinatie van bomen en landbouwgewassen, en
- sylvopastoralisme (Eng. sylvopastoralism), de combinatie van bomen en veehouderij.

## Toepassing
Agroforestry is een traditioneel landgebruiksysteem dat over de hele wereld voorkomt. In agroforestry-systemen werken licht, voedingstoffen en water in een complex spel in op het meerlagige productiesysteem. Een veelvoorkomend systeem in de tropen is zwerflandbouw (Eng.: shifting cultivation), waarbij landbouwveldjes gedurende 2-3 jaar met voedselgewassen worden beplant, gevolgd door een braakperiode met bomen waarin de grond zich kan herstellen, waarna de cyclus zich kan herhalen terwijl de braakvegetatie bosproducten en functies levert.
Aan het eind van de 19e eeuw introduceerden bosbouwers in Azië en Afrika een ander agroforestry-systeem waarbij voedselgewassen tijdelijk tussen jonge boompjes werden geplant, met als doel de aanlegkosten van nieuw bos te verlagen. Dit systeem werd ‘taungya’ genoemd naar de oorspronkelijke praktijk in Birma.
In de zeventiger jaren van de 20e eeuw, toen de zorg om de achteruitgang van natuurlijke hulpbronnen toenam en de kritiek toenam op een groene revolutie die zich alleen op voedselgewassen richtte, begon men productiesystemen te ontwikkelen waarbij bosbouw, landbouwproductie en veehouderij werden geïntegreerd met als doel het tropisch landgebruik te optimaliseren. De bomen in dergelijke systemen beschermen het milieu (bijvoorbeeld tegen bodemerosie), ze verbeteren de kringlopen van nutriënten in de bodem en leveren nuttige boomproducten. In eerste instantie richtte het onderzoek zich op het documenteren en bevorderen van bestaande agroforestry systemen; daarna kreeg ook het verbeteren en nieuw ontwikkelen van agroforestry systemen aandacht. 
In de tropen wordt agroforestry beschouwd als een goed aangepaste vorm van landbouw voor kleine boeren die weinig toegang hebben tot moderne landbouwmiddelen zoals kunstmest en chemische bestrijdingsmiddelen. Onder gunstige omstandigheden kan agroforestry zeer voordelig zijn voor de lokale bevolking, vanwege (ICRAF, 2008; Wessel en Wiersum, 1999):
- Toename van het bomenbezit van arme families die ze te gelde kunnen maken bij financiële noodsituaties
- Verbetering van de bodemvruchtbaarheid en verhoging van veevoerproductie voor het houden van vee in droge tijden
- Diversificatie van verkoopbare producten zoals brandhout, vruchten, plantaardige oliën of medicinale middelen. Hierdoor meer mogelijkheden  voor inkomsten
- Bereiken van een duurzaam evenwicht tussen hogere productie en beter beheer van de natuurlijke hulpbronnen, dat wil zeggen hogere productie zonder aantasting van de productiecapaciteit
- Stimulering van belangrijke ecologische processen en kwaliteiten voor duurzame landbouw: beschikbaarheid van water, gezondheid van de bodem, vastlegging van CO2, en behoud van biodiversiteit en ecosysteemdiensten.

Agroforestry is niet overal toepasbaar of economisch interessant. In gebieden met minder gunstige bodemomstandigheden kan de concurrentie tussen de bomen en voedselgewassen te groot zijn.

## Vormen

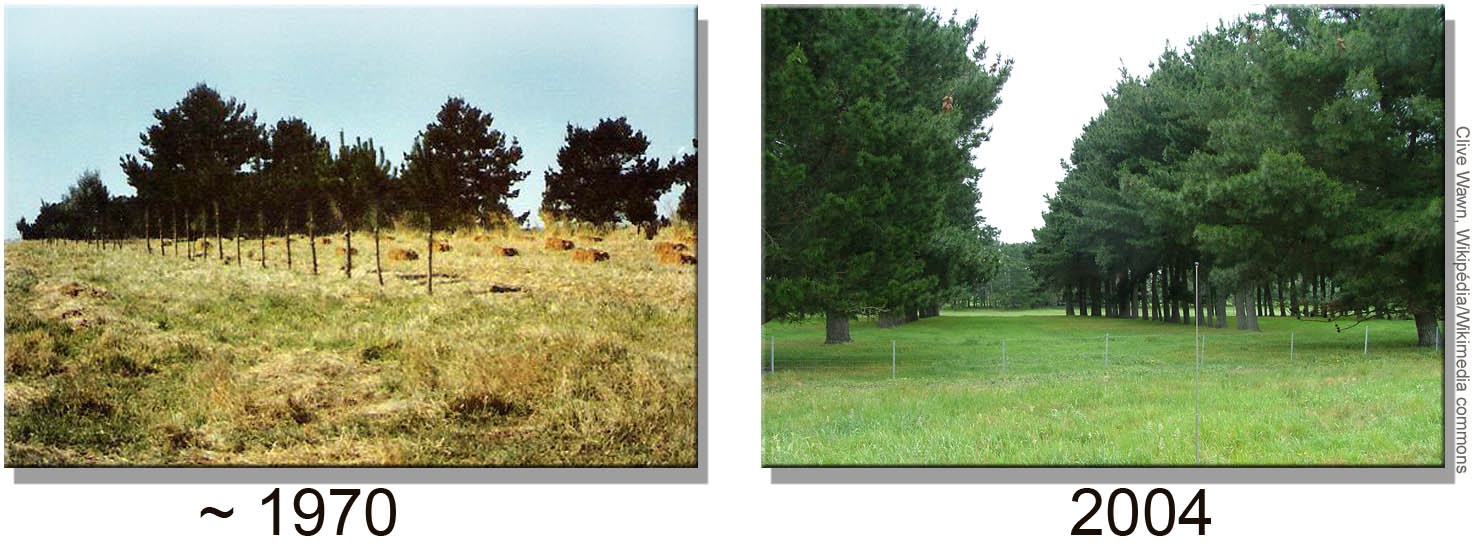
Deze monterey-dennen werden rond 1970 geplant op een onderlinge afstand van 30 meter. Ertussen werd gras of haver verbouwd. Na de oogst konden schapen de stoppels afgrazen.

Sylvopastorale systemen bestaan doorgaans uit met verspreide bomen begroeide graslanden waarop vee graast. In de tropen verschaft het loof van bomen veevoeder als buffer in de droge tijd en afgevallen blad verrijkt en herstelt de begraasde bodem. In Nederland werd begrazing vooral vroeger veel toegepast in boomgaarden.
Agrosylvicultuur-systemen bestaan uit twee of meer ‘etages’: een kruidlaag, soms een struiklaag, en een boomlaag. Deze systemen worden vaak toegepast voor zelfvoorziening. Voorbeelden hiervan zijn:
- de verbouw van droge rijst als kruidlaag tussen vruchtbomen bij de Kantu’ Dayaks in Kalimantan
- de verbouw van ananas, bananen en houtige vruchtgewassen in de struiklaag in combinatie met kokosbomen in de boometage in de Filipijnen en elders in Zuidoost-Azië
- de erftuinen (Eng: home gardens) die in veel tropische gebieden voorkomen. Deze hebben vaak zelfs een opbouw in drie lagen; hun structuur benadert die van bossen. Ook de bomen die op 90% van de Nederlandse boerenerven worden geplant, worden wel onder deze categorie gerekend.

Er bestaan ook systemen voor de teelt van handelsgewassen, bijvoorbeeld koffie, thee of cacao onder schaduwbomen; deze bomen bieden een goed microklimaat aan de commerciële producten en leveren brandhout voor de verwerking van die producten. 
Voor gedegradeerde bodems zijn combinaties ontwikkeld van lijnvormige beplantingen met regelmatig gesnoeide bomen of struiken met bodemgewassen ertussen. Dit wordt galerijbeplanting of alley cropping genoemd. Lijnvormige beplantingen zoals windhagen worden ook wel toegepast bij gezonde bodems, bijvoorbeeld in de fruitteelt in Nederland. Andere lijnvormen in landbouwsystemen zijn de "levende heggen" (cercas vivas) rondom weidegronden in Centraal-Amerika, en de vlechtheggen in de uiterwaarden van de Maas. 
Sommige systemen van agroforestry worden gewaardeerd en onderhouden om hun culturele en landschappelijke waarde, bijvoorbeeld knotwilgen langs poldersloten. Sinds 2006 is er jaarlijks een kampioenschap Maasheggenvlechten (Borkent, 2010). 
Moderne vormen van agroforestry benadrukken milieuvriendelijkheid in combinatie met landbouwintensivering (Palma et al., 2007; Oosterbaan & de Boer, 2007; BoomPLan).

## Kennisontwikkeling
In 1977 werd het ICRAF opgericht (International Council for Research in Agroforestry, sinds 1990 als International Centre for Research in Agroforestry deel van de CGIAR, en sinds 2002 ook gebruik makend van de naam het World Agroforestry Centre) om kennis over agroforestry-systemen te verzamelen, verspreiden en ontwikkelen (Wessel en Wiersum, 1999). Sindsdien zijn er wereldwijd netwerken ontstaan voor het documenteren en ontwikkelen van agroforestry-systemen. In Noord-Amerika is de Association for Temperate Agroforestry actief. Ook in Europa bestaat een gedetailleerd overzicht van traditionele en moderne vormen van agroforestry (Eichhorn et al., 2006; Palma et al., 2007).